# 왕자 퇴
왕자 퇴(王子 頹, 기원전 696년 ~ 기원전 673년)는 동주의 비정통 왕이다. 자퇴(子頹)라고 간략히 칭하기도 한다. 주 장왕의 서자로, 주 혜왕의 숙부이다. 장왕의 총애를 받아 혜왕 때 난을 일으켜 왕을 칭했다.

## 생애
조카인 혜왕이 즉위한 뒤에 사람을 보내 왕자 퇴의 스승인 위국(蔿國)의 채원(菜園)을 강제로 취했고, 이를 축목장으로 이용했다. 또한 변백(邊伯), 석속(石速), 첨보(詹父), 자금축궤(子禽祝跪)의 토지와 밭에서 나는 생산물을 박탈했다.
이로 인해 혜왕 2년인 기원전 675년 가을에 위국, 변백, 석속, 첨보, 자금축궤와 소자(蘇子, 소나라 자작)가 왕자 퇴를 받들고서 혜왕을 공격했다. 그러나 실패하자, 소자가 왕자 퇴를 받들고 위나라로 달아났다. 다시 위나라와 연나라가 연합하여 혜왕을 토벌했고, 이번에는 승리했다. 혜왕은 달아났고, 왕자 퇴가 정식으로 왕을 칭했다.
기원전 674년 봄에 정 여공이 왕자 퇴와 혜왕의 화해를 알선하려고 시도했지만, 실패했고, 왕자 퇴는 정 여공에게 좋다면 혜왕을 데리고 정나라로 돌아가도록 하였다. 이에 혜왕이 이를 좇아 정나라에서 지내게 되었다.
이해 가을에 정 여공과 혜왕이 오읍(鄔邑)에서 성주(成周)를 공격해 들어갔고, 보기(寶器)를 취하고 정나라로 되돌아갔다. 겨울에 왕자 퇴와 그를 지지하는 다섯 대부들이 연회를 열어 음주하고 가무를 관람했는데, 정 여공이 괵숙(虢叔)과 상정(商定)에게 왕자 퇴를 토벌하라고 했다.
기원전 673년 여름에 정 여공과 괵숙이 각 제후국의 군대를 거느리고 왕성(王城)을 공격해 들어갔고, 왕자 퇴와 위국 등 다섯 대부를 살해하였다. 왕자 퇴의 난이 평정되자 혜왕은 정 여공을 칭찬하고 상을 주어 호뢰(虎牢) 이동의 땅을 정 여공이 가지도록 했다.